# Sánta Krisztián
Sánta Krisztián (Budapest, 1981. október 16. –) kétszeres paralimpiai bajnok, tizenhétszeres világbajnok, ötszörös Globális Játékok-győztes és hatszoros Európa-bajnok úszó.

## A kezdetek
Egészségesen született. Hatéves korában egy sporttagozatos általános iskolában kezdte meg tanulmányait, majd a második héten érszűkület miatt jobb keze és lába, valamint beszédközpontja lebénult. A fővárosban nem vállalták az operációját, végül Szegedre került, ahol sikeres beavatkozáson esett át. Kezelőorvosa javaslatára kezdett úszni, melynek hatására mozgása igen hamar rendbe jött, a beszédet azonban újra kellett tanulnia. A szóbeli kommunikáció és az olvasás a mai napig kifejezett nehézséget jelentenek számára.

## Sportpályafutása
Többszöri iskolaváltást követően került az újbudai Montágh Imre Általános Iskolába, ahol a sportok közül az úszást választotta. Edzője mindvégig Mentes Éva volt. A paralimpiai besorolás szerint az enyhén értelmi fogyatékosok kategóriájában, az S14-ben versenyzett. 1995 szeptemberében indult élete első versenyén. Egy hónappal később már részt vett az országos bajnokságon, 50 m és 100 m háton nyert, de előbbin mégis csak második lett, mivel nem sikerült jól a benyúlása. 
A nemzetközi mezőnyben a lengyelországi Łódźban mutatkozott be, ahol 100 m háton ezüstérmet szerzett, a 200 m gyorsat pedig megnyerte.  
Első nagy nemzetközi sikerét az 1998-as Új-Zélandi világbajnokságon aratta, 100 m háton 1:07.63-as idővel világbajnok lett, mely egyben új világcsúcsot is jelentett. Az 1999-es év a korábbiaknál is több sikert hozott számára, ekkor kezdte el a rá jellemző éremhalmozást. Májusban, a Braunschweigban rendezett német nyílt bajnokságon 50 m háton 31.30 mp-vel új világcsúcsot állított fel. A nyári Európa-bajnokságon 50 m gyorson és 100 m háton győzedelmeskedni tudott, 50 m pillangón, 100 m gyorson és 200 m vegyesen pedig ezüstérmes lett. A Sánta-Szedő-Majer-Rácz összetételű, ettől az évtől együtt úszó férfi vegyesváltó tagjaként szintén 4 × 50 méteren Európa-bajnok lett. Hamar látszott, hogy sikeresek lehetnek, az országos bajnokságon júniusban 4 × 100 m vegyesen új, 4:47.85-ös világcsúcsot úsztak, eredményüket a kontinensviadalon 2:04.66-ra javították. Ebben a felállásban a paralimpiáig úsztak együtt váltóban. 
A novemberi libereci világbajnokságon 50 m gyorson és 100 m háton bizonyult legjobbnak, míg 50 m pillangón második lett. Váltóban is a dobogó legfelső fokára állhattak fel, kétszer új világcsúccsal, mely előbb 2:04.30 majd 2:04.15 lett. Ez évi teljesítményéért megkapta az első alkalommal odaítélt „Év Fogyatékkal Élő Férfi Sportolója” díjat, valamint tagja volt az „Év Fogyatékkal Élő Csapatának” is.
A sydney-i paralimpián ért fel mind egyéniben, mint váltóban pályafutása csúcsára. 100 m háton és a 4 × 50 m vegyesváltó tagjaként is paralimpiai bajnok lett. 100 m háton mind az elődöntőben, mind a döntőben világcsúcsot úszott, az új csúcs 1:03.80 lett, mely még 2009. július 11-én is érvényes volt. A váltó is új világcsúcsot ért el, mely így 1:58.17-re módosult, és a maga idejében olimpiai csúcsnak is számított. 
Krisztián a két paralimpiai bajnoki címen kívül még három ezüstöt – 50 m gyors, 50 m pillangó és 100 m gyors – és egy bronzot – 200 m vegyes – „úszott össze”, ezzel a magyar küldöttség legeredményesebb versenyzője lett.  
Több paralimpián tervezett részt venni, azonban a spanyol kosárlabda csapat és néhány úszó csalása miatt – ép értelmű sportolók értelmi fogyatékosnak adták ki magukat, a döntő utáni ellenőrzésen azonban lebuktak – az értelmi sérült sportolókat a következő két paralimpiáról és a parasportolókkal együtt rendezett regionális és világversenyekről kizárták, így csak ezen az egy paralimpián indulhatott. Az értelmi sérült sportolókat csak 2009 decemberében integrálták vissza hivatalosan is a parasportba, Krisztián addigra azonban már visszavonult. 
A paralimpiai játékokon nyújtott teljesítményéért Mádl Ferenc akkori köztársasági elnök előterjesztésére 2000. novemberében megkapta a Magyar Köztársasági Érdemrend tisztikeresztjét.
Ismét megválasztották az „Év Fogyatékos Férfi Sportolójának”, valamint az „Év Csapatának” is tagja volt.
A 2002-es világbajnokságon az értelmi sérült sportolók „büntetése” miatt csak Krisztián és csapattársai csak az előfutamokban úszhattak, így éremszerzésre nem volt esély, de a verseny során négy alkalommal világcsúcsot állított(ak) fel. 
Egyéniben Krisztián 50 m gyorson 0:25.29-et, 100 m pillangón pedig 1:00.42-t úszott, előbbi Európa-csúcs is. Váltóban mind 4x100 gyorson, mind 4x100 vegyesen új rekord született, 3:53.19-es illetve 4:28.02-es eredménnyel.
A 2002-es libereci Európa-bajnokságon 100 m háton és 100 m gyorson egy-egy ezüstöt szerzett, míg 50 m gyorson a dobogó harmadik fokára állhatott fel.
A következő világbajnokságot 2003 májusában Hongkongban tervezték megrendezni, de ez az atipusos tüdőgyulladás-járvány miatt akkor meghiúsult, az eseményt 2004 januárjában tartották meg. A csúszás ellenére ez a verseny is jól sikerült számára, 50 m gyorson, 100 m gyorson, 100 m háton és 100 m pillangón tudott ezúttal győzedelmeskedni, emellett a négy váltószámban, 4x50 gyorson, 4x100 gyorson, 4x50 vegyesen és 4x100 vegyesen is világbajnoki címet szerzett. 100 m gyorson és a 4 × 100 m gyorsváltóban a régi rekordokat átadták a múltnak, az új eredmények 0:55.34 és 3:53.19 lettek. 
Az Értelmi Fogyatékosok Nemzetközi Sportszövetsége (INAS) a már említett kizárás ellensúlyozására 2004-ben első ízben rendezte meg a Globális Játékokat, melynek a svéd kisváros, Bollnäs adott otthont. Krisztián remek formában úszott, 50 m gyorson a győzelem mellett új Európa- és világcsúcsot állított fel 0:24.59-cel, valamint minden váltószámban is a dobogó legfelső fokára állhatott, új rekordokat állítva be minden számban. 4 × 50 m gyorsváltóban az új világ- és Európa-csúcs 1:47.40, 4 × 50 m vegyesen 1:59.93, 4 × 100 m gyorson 3:57.31, 4 × 100 m vegyesen pedig 4:30.89, utóbbi még 2016. július 21-én is érvényben volt. 
A rákövetkező évben, újfent Liberecben megrendezett világbajnokság ismételten „aranyos” viadalnak bizonyult. Egyéniben 50 m gyorson, 50 pillangón és 100 m háton gyűjtött be újabb világbajnoki címeket, míg a váltók közül 4 × 50 m gyorsváltóban ismét világcsúcsot úsztak, 1:46.71-gyel, valamint a magyar egység nem talált legyőzőre 4 × 100 m gyorson és vegyesen sem.
A 2006-os hazai rendezésű kontinensviadalon 50 m háton, 50 m gyorson és 50 m pillangón bizonyult a legjobbnak. 100 m háton, valamint a két gyorsváltó számban ezüstérmet szerzett, míg a vegyes számokban a dobogó harmadik fokára állhatott fel három másik társával.
Még ebben az évben visszavonult az aktív versenyzéstől.

## Tanulmányai
Betegsége miatt logopédiai iskolába járt, majd többszöri iskolaváltás után került az Újbudai Montágh Imre Általános Iskola, Óvoda, Fejlesztő Oktatást-Nevelést Végző Iskola és Készségfejlesztő Iskolába. Bár nem érezte jól magát, általános iskolai tanulmányait itt fejezte be. Ezután két évig egy felzárkóztató iskolába járt, majd felvételt nyert az Öveges József Gimnázium és Szakközépiskola diszlexiás osztályába, környezetvédelmi szakra.

## Eredményei
- kétszeres paralimpiai bajnok (2000)
- ötszörös Globális Játékok-győztes (2004)
- tizenhétszeres világbajnok (1998, 1999 – háromszor, 2004 – hétszer, 2005 – hatszor)
- hatszoros Európa-bajnok (2002 – háromszor, 2006 – háromszor)
- háromszoros paralimpiai ezüstérmes (2000)
- világbajnoki ezüstérmes (1999)
- kilencszeres Európa-bajnoki ezüstérmes (1999 – háromszor, 2002 – kétszer, 2006 – négyszer
- paralimpiai bronzérmes (2000)
- négyszeres Európa-bajnoki bronzérmes (2002 – egyszer, 2006 – háromszor)

## Rekordjai
- 100 m hát (VB, Új-Zéland, 1998) - 1:07.63 - világcsúcs
- 50 m hát (német nyílt bajnokság, Braunschweig, 1999) – 0:31.30 - világcsúcs
- 4 × 100 m vegyesváltó (magyar országos bajnokság, Budapest, 1999) – 4:47.85 - világcsúcs
- 4 × 100 m vegyesváltó (EB, Németország, 1999) – 2:04.66 - világcsúcs
- 100 m hát (paralimpia, Sydney, 2000) – 1:03.80 - világcsúcs
- 4 × 50 m vegyes (paralimpia, Sydney, 2000) – 1:58.17 – világ- és paralimpiai csúcs
- 50 m gyors (VB előfutam, Argentína, 2002) – 0.25.29 – világ- és Európa-csúcs
- 100 m pillangó (VB előfutam, Argentína, 2002) – 1:00.42 – világcsúcs
- 4 × 100 m gyorsváltó (VB előfutam, Argentína, 2002) – 3:53.19 – világcsúcs
- 4 × 100 m vegyesváltó (VB előfutam, Argentína, 2002) – 4:28.02 – világcsúcs
- 50 m gyors (Globális Játékok, Svédország, 2004) – 0:24-59 – világcsúcs
- 4 × 50 m gyorsváltó (Globális Játékok, Svédország, 2004) – 1:47.40 -világ- és Európa-csúcs
- 4 × 50 m vegyesváltó (Globális Játékok, Svédország, 2004) – 1:59.93 - világ- és Európa-csúcs
- 4 × 100 m gyorsváltó (Globális Játékok, Svédország, 2004) – 3:57.31 - világ- és Európa-csúcs
- 4 × 100 m vegyesváltó (Globális Játékok, Svédország, 2004) – 4:30.89 - világ- és Európa-csúcs
- 4 × 50 m gyorsváltó (VB, Csehország, 2005) – 1:46.71 – világcsúcs

## Kitüntetései, elismerései
- Az Év Fogyatékos Férfi Sportolója (1999)
- Az Év Fogyatékos Csapatának tagja (1999)
- Világbajnoki Győzelemért Emlékplakett (1999)[16]
- Magyar Köztársasági Érdemrend tisztikeresztje (2000)
- Az Év Férfi Parasportolója (2000)
- Az Év Para-Csapatának tagja (2000)[16][17]
- Az Év Férfi Parasportolója (2004)[18]
- Újbuda Sportjáért Díj (2005)[19]
- Újbuda Sportjáért Díj (2006)[20]
- Újbuda Sportjáért Díj (2007)[21]
- Halassy Olivér-díj (2022)[22]